# Condado de la Puebla de Valverde

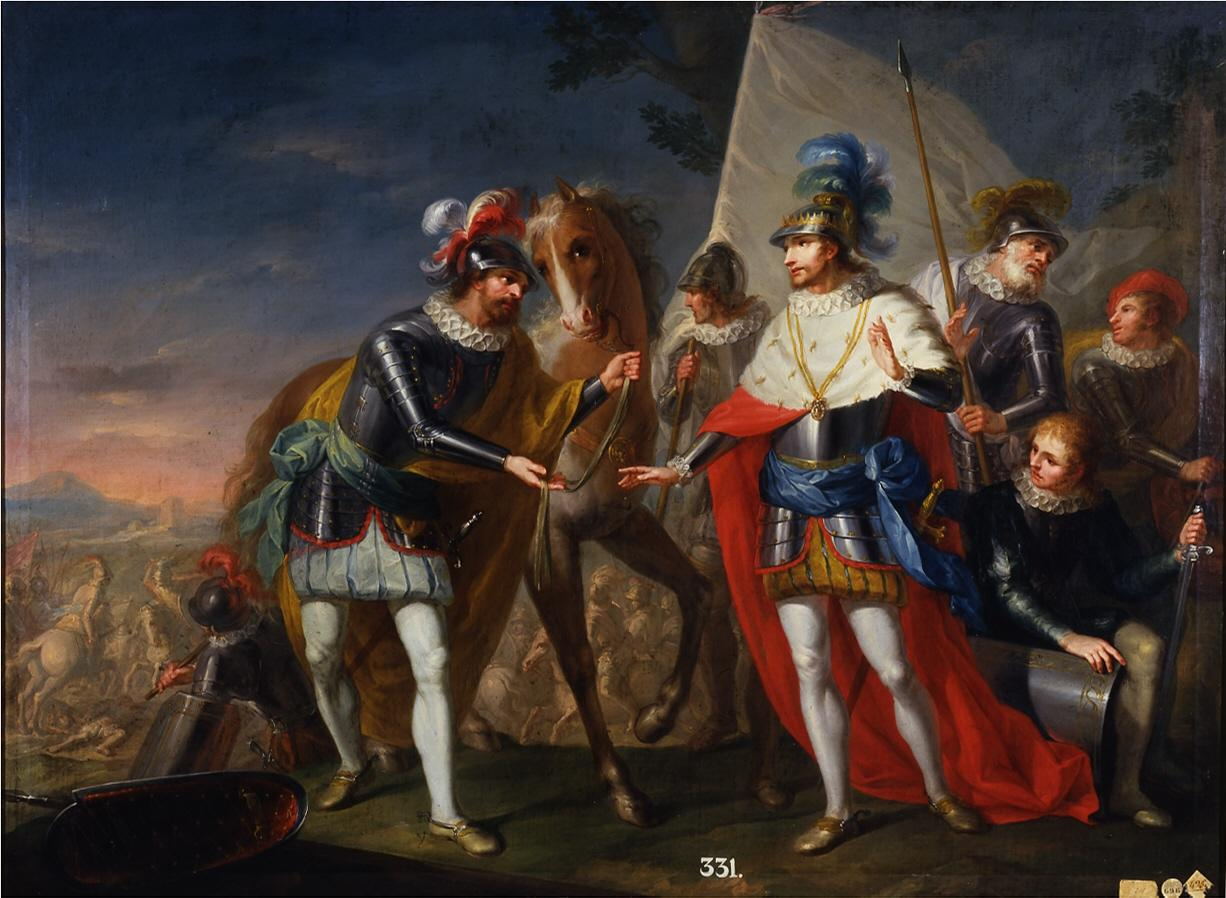
El señor de Hita y de Buitrago, Pedro González de Mendoza cede su caballo al rey Juan I en Aljubarrota, Luis Planes, 1793, óleo sobre lienzo, Madrid, Real Academia de Bellas Artes de San Fernando.

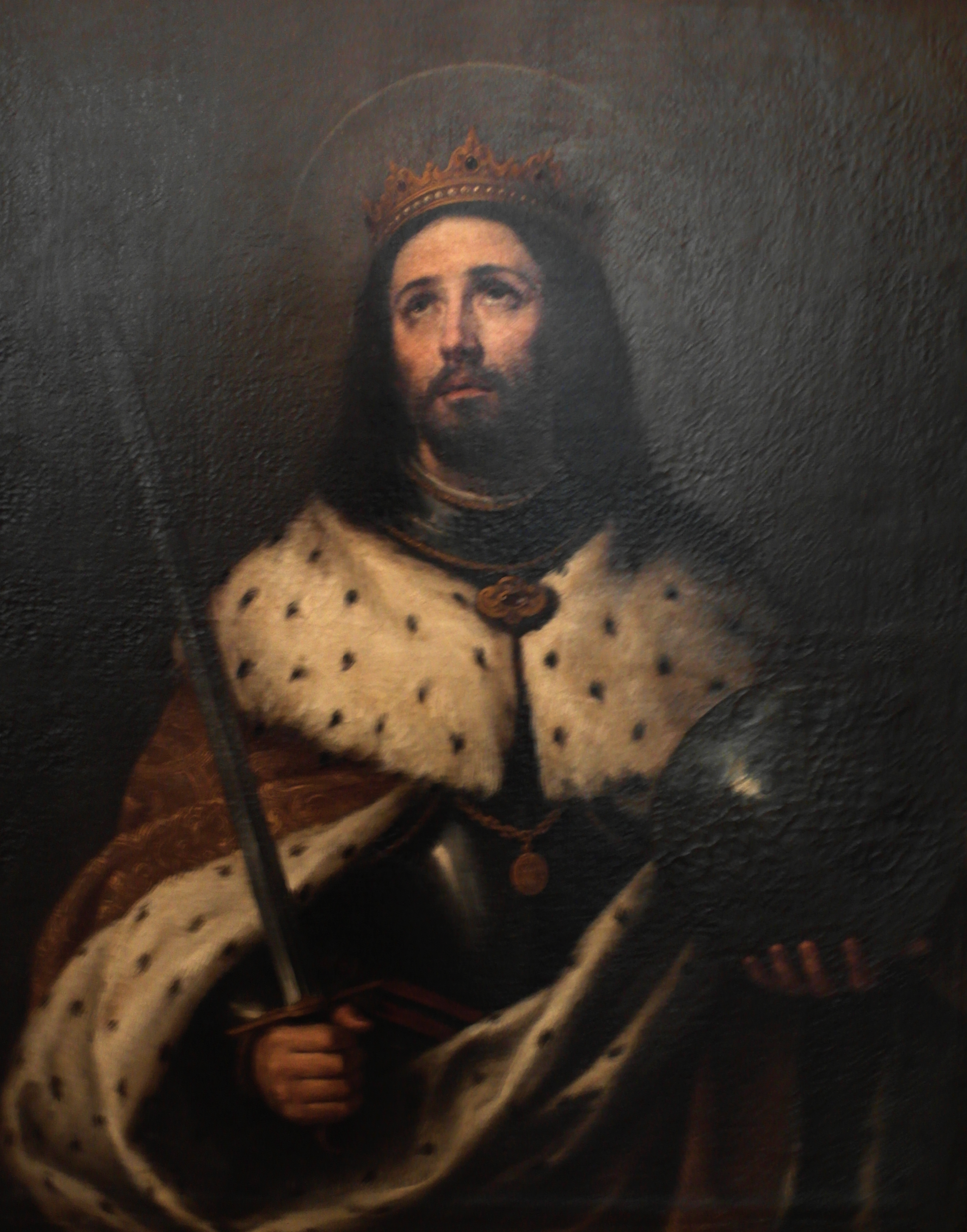
Retrato de Fernando III de Castilla por Murillo, Catedral de Sevilla.

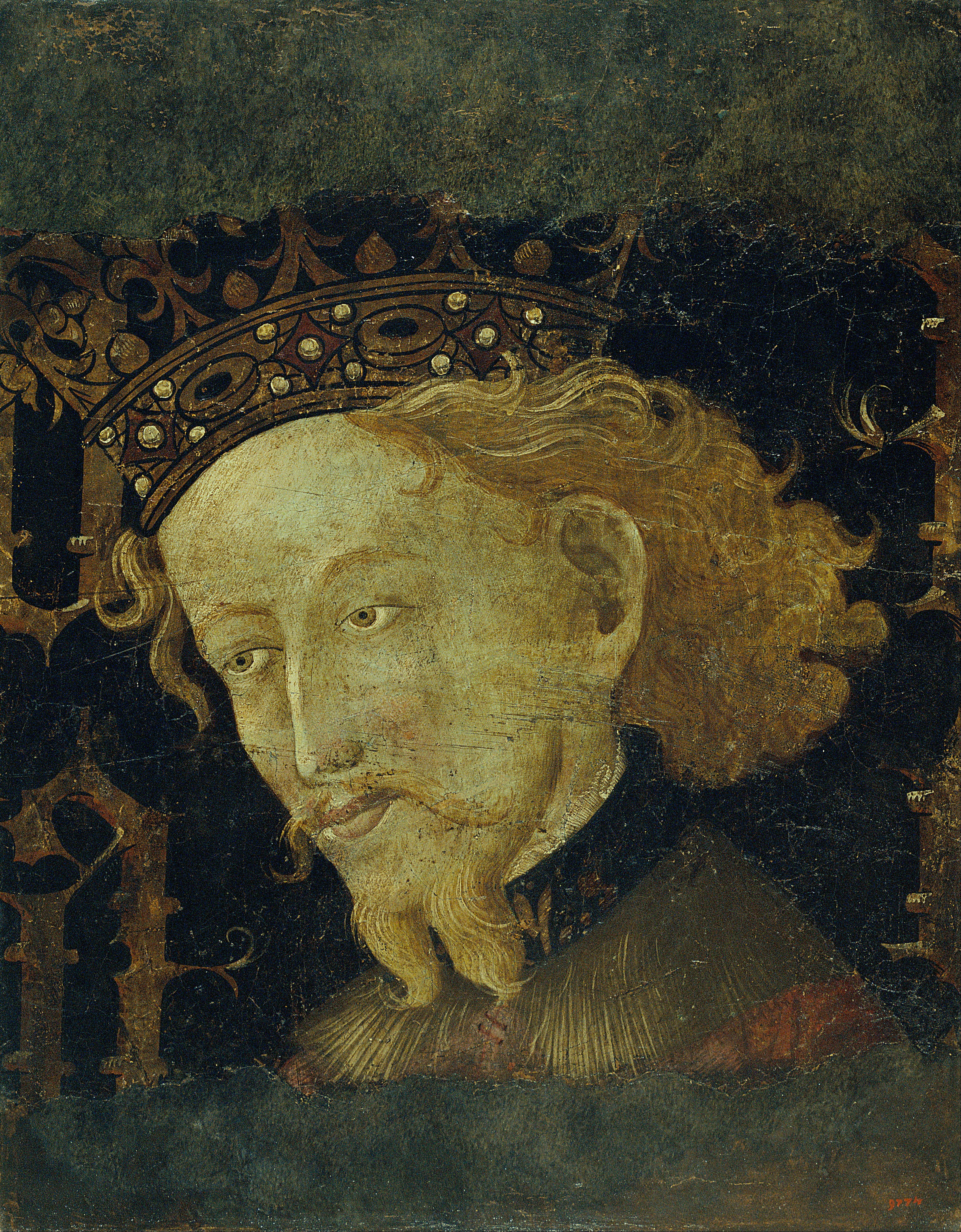
Retrato de Jaime I el Conquistador, por Jaume Mateu. Museo de Arte de Cataluña.

Escudo de la casa de Mendoza unido al de la casa de la Vega.

Armas del Príncipe de Villena

Escudo de los Núñez de Guzmán.

Escudo de armas de la Casa de la Cerda,a la que pertenecen, entre otros, a través de los Fernández de Velasco, de la Rioja, Señores de Arnedo y de Nieva.

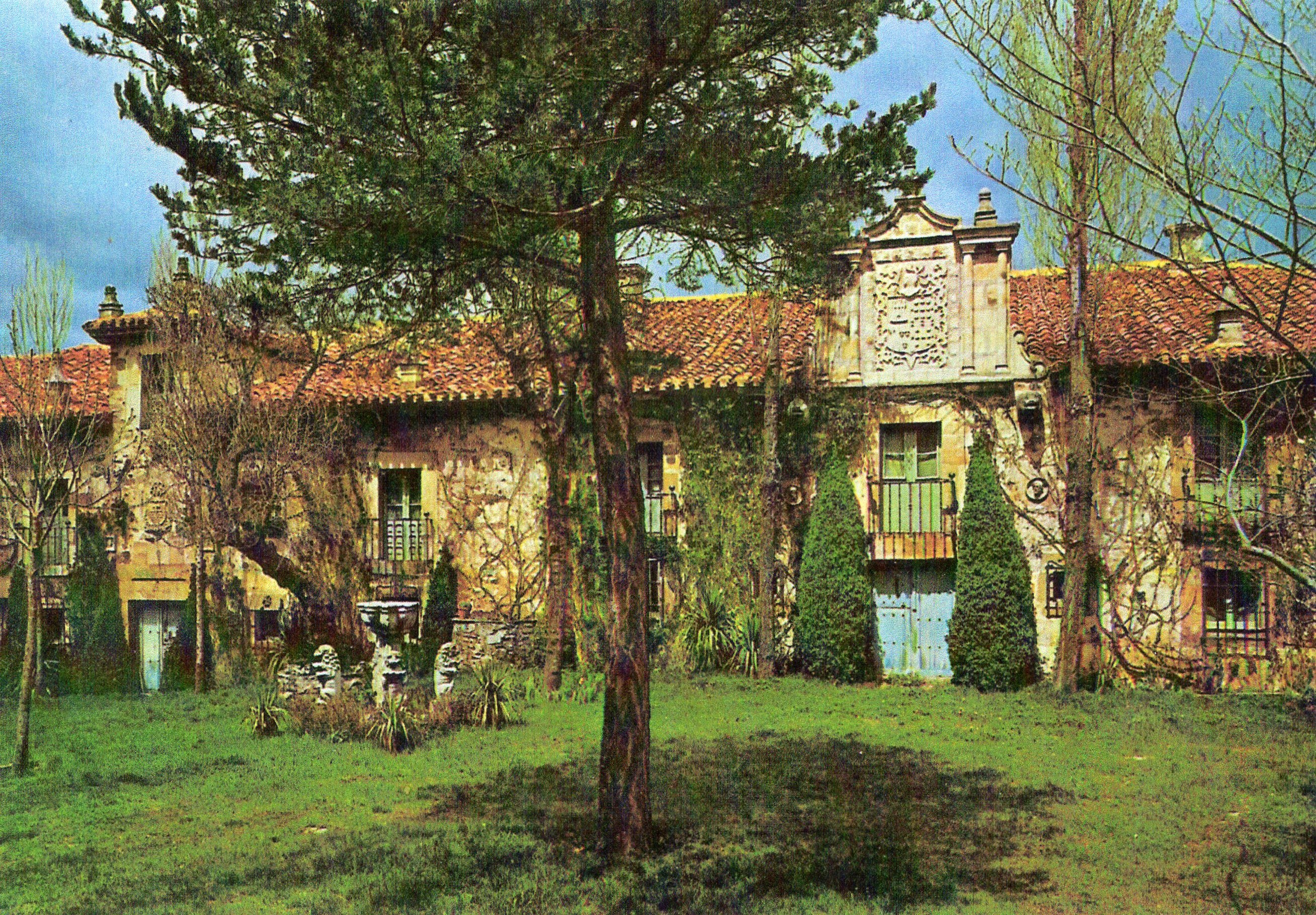
Postal del denominado palacio de la familia Montenegro con las armas de los González de Gregorio, en Almarza.

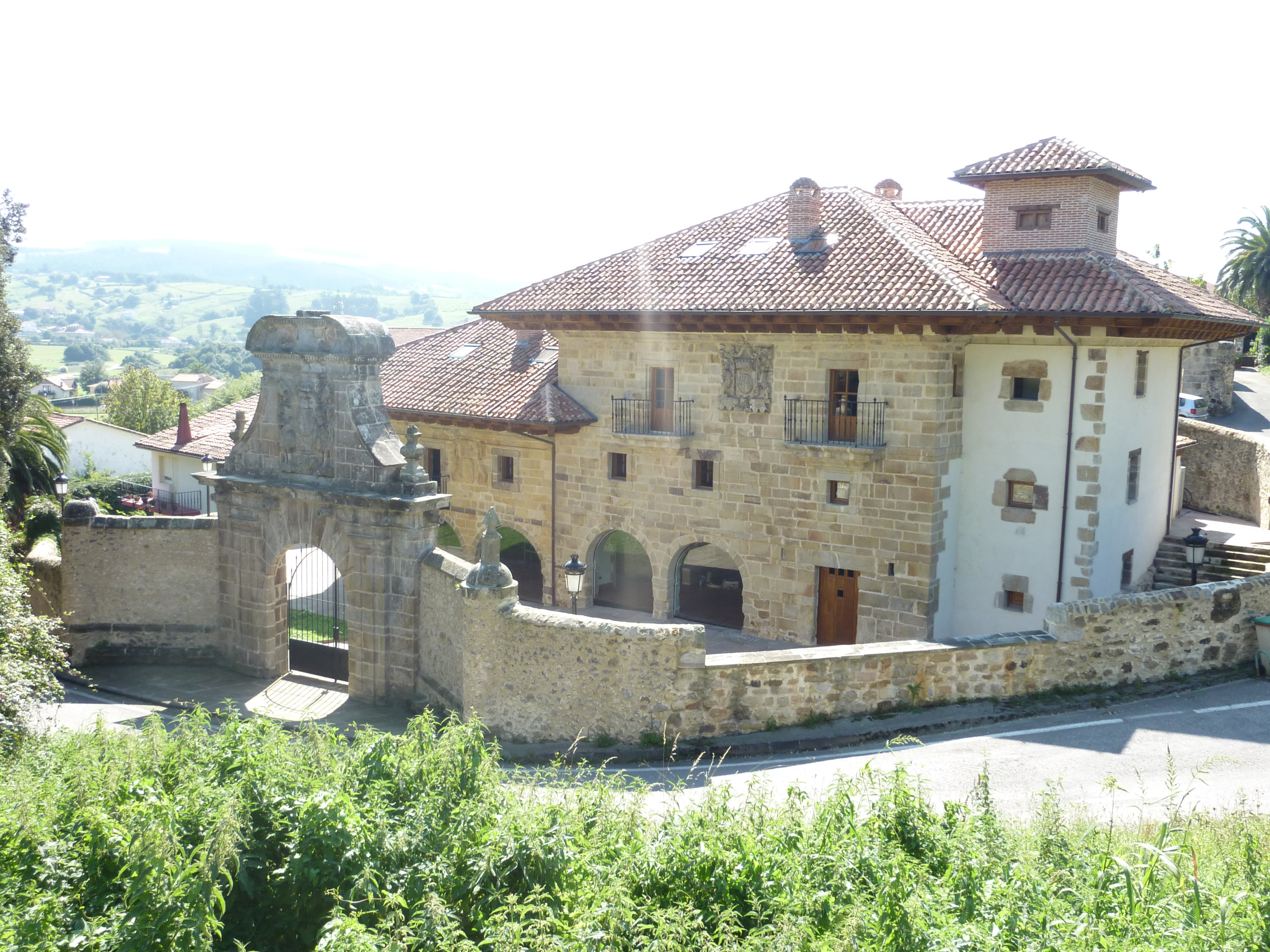
Palacio de los marqueses de la Conquista Real, Arce (Cantabria), Piélagos, Cantabria.

El condado de la Puebla de Valverde es un título nobiliario español creado el 22 de enero de 1925 por el rey Alfonso XIII a favor de Aurelio González de Gregorio y Martínez de Azagra, terrateniente, diputado a Cortes por la provincia de Soria y caballero de la orden de Montesa, hijo de Pedro González de Gregorio y López-Montenegro y de Micaela Martínez de Azagra y Garcés de Marcilla. La dignidad toma su nombre del municipio aragonés de La Puebla de Valverde, en la provincia de Teruel, antiguo señorío familiar fundado el 24 de abril de 1508 por Pedro Garcés de Marcilla, bailío de la ciudad de Teruel.

## Antecedentes históricos de la casa
Los González de Gregorio, a través de Micaela Martínez de Azagra y Garcés de Marcilla, descienden por Martínez de Azagra de los  señores de Albarracín y, por Garcés de Marcilla, pertenecen a la Casa de Lara,  señores de Molina, a través de María Díaz de Molina y Muñoz de Pamplona, señora de Árias, Somero, y heredad de Cañizares; esposa de Juan Garcés de Marcilla y Garcés de Marcilla, alcaide de Albarracín, general de las Fronteras, señor de Pelpuz, Lasares y los Leopardes; nieta de Juan Ruiz de Molina, el Caballero Viejo, señor del Castillo de Santiuste, de Embid, del  Pobo de Dueñas, de Guisema, de Teros y de la Serna de la Solana.  Asimismo, y por entronque familiar de los Garcés de Marcilla con los Malo de Mendoza, antiguos propietarios del palacio de los Garcés de Marcilla en Molina de Aragón, esta familia desciende de Íñigo López de Mendoza y Ayala (cabeza de la línea de los Carrillo de Mendoza, condes de Priego, y, por lo tanto, de los Malo de Mendoza, e hijo de Pedro González de Mendoza, de la Casa de Mendoza), señor de Castilnuevo, de Fuentesol, y de Daganzo (Daganzo de Arriba), casado con  Inés Manuel de Villena, señora de la Fortaleza del Águila, hija de Juan Sánchez Manuel, conde de Carrión (nieto del infante Manuel de Castilla, hijo de Fernando III de Castilla) y de Juana de Aragón (a su vez hija de Pedro de Aragón,  señor de la Baronía de Jérica y de su mujer Buenaventura de Arborea y, por lo tanto, biznieta de Jaime I el Conquistador al ser nieta del infante de Aragón Jaime I de Jérica).  Respecto a la Casa de Manuel de Villena, y a través del matrimonio de Joaquín Garcés de Marcilla y Malo de Mendoza con Manuela Cortés de Velasco y Buerdo, está familia desciende, también, de dicha casa, si bien por la rama de Don Juan Manuel, a través de Enrique Manuel de Villena, conde de Seia, señor de Sintra y de Cascais, en Portugal y, en España en Castilla, señor de Montealegre y de Meneses.
Micaela Martínez de Azagra y Garcés de Marcilla y Pedro González de Gregorio y López-Montenegro tuvieron dos hijos, el primogénito Aurelio y Leoncio González de Gregorio y Martínez de Azagra,  Maestrantes de la de Zaragoza, quienes, juntos, fueron titulares, hasta la aplicación de la Ley Agraria de 1933, de un censo perpetuo, hereditario desde el siglo XV al afectar a tierras de señorío familiar en Segovia, por el cual el pueblo de Madriguera (Segovia), tenía que pagar anualmente a los dos hermanos un censo de ochenta fanegas, trigo y cebada por mitad, cuatro gallinas y dos jarras de agua [censo perteneciente al mayorazgo fundado por su antepasado  Juan Núñez de Guzmán y Quiñones -de los Guzmanes de Ayllón, Segovia, y titulares de la casa del águila, y por parte de los Quiñones de los Quiñones de Benavente, dado que su abuelo fue Juan de Quiñones y Daza (de los Daza de Ayllón, descendiente de Juan Rodríguez Daza, ricohombre, y guarda mayor de Enrique III, y de María de Silva, y a través de Juan Rodríguez de Aza y de Alice de Clifford, descendiente de Robert de Clifford, primer Barón de Clifford)-]; siendo este uno de los últimos censos a perpetuidad en extinguirse en Castilla.
Son muchos los censos, derechos, títulos, mayorazgos y señoríos que esta familia ha tenido, directa o por matrimonio, en distintas localidades de Valencia, Castilla o Aragón, siendo otro ejemplo de los mismos, (i) el que hasta bien entrado el siglo XIX pasaron a la familia, a través de Nicolsa Medrano de Guzmán, sobre la villa de Masegoso de Tajuña en  Guadalajara, y que le devino de su padre Fausto-Josef-Francisco Medrano de Guzmán, Perea-Salazar,  Fernández de Velasco y Malo de Mendoza (30 de abril de 1744), XI señor de Cavanillas, V de Villaseca y de Masegoso, y descendiente, por vía de varón, del III señor de San Gregorio y, a través de los Gudiel de Peralta, de Pedro de Peralta y Ezpeleta, primer conde de Santisteban de Lerín, y quien lo había heredado de su antepasado García Rodríguez Gallego de Ribadeneira, quien lo compró a inicios del siglo XV; o (ii) por descender de los señores de Molina, los mayorazgos sobre Corduente o Setiles, localidad en la que se encuentra la casa-fuerte de los Malo de Marcilla (siglo XV).

## Mecenazgo artístico
A lo largo de los últimos siglos, los González de Gregorio, han construido en Soria, entre otros, en 1757 el Palacio de los González de Gregorio en Quintana Redonda; en la ciudad de Soria, también en el siglo XVIII, en la calle del Collado, el denominado Palacio de los Condes de la Puebla de Valverde; en Almarza restauraron el denominado Palacio de la Familia Montenegro, del siglo XVII, y en Hinojosa de la Sierra adquirieron y restauraron el Palacio de los Hurtado de Mendoza, del siglo XVI; tienen capilla en el Convento de Nuestra Señora del Carmen (Soria), donde se encuentran los enterramientos de Juan Baltasar González de Gregorio y Rodríguez-Carabantes y de su mujer  Luisa González Sanz-Ángel de la Torre (del siglo XVIII), así como el de su descendiente Aurelio José González de Gregorio; así como restauraron, y tienen capilla, en la iglesia de Nuestra Señora de la Asunción, en Quintana Redonda.

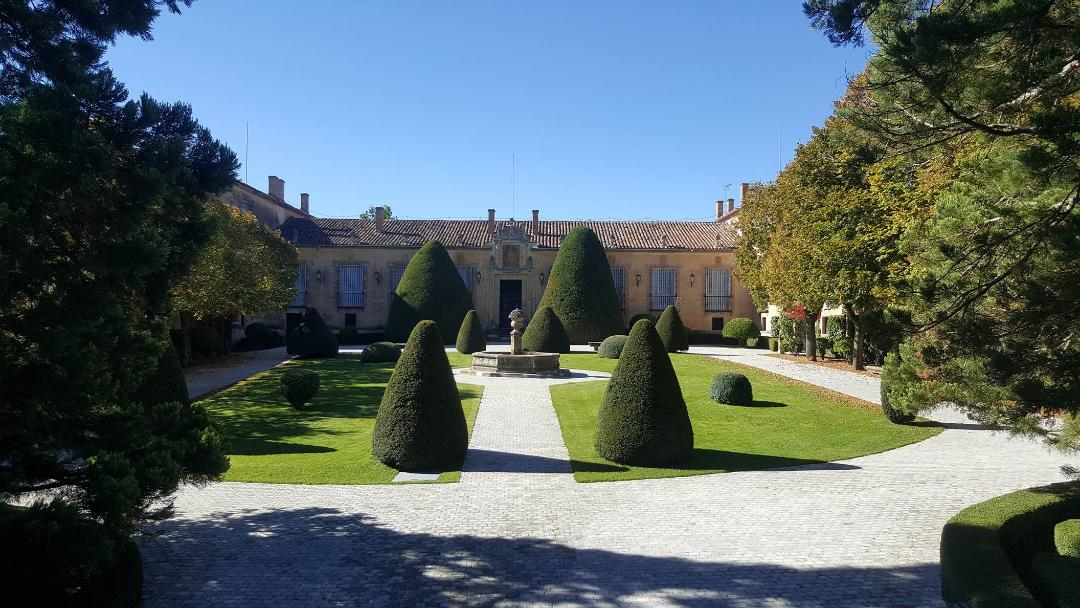
Casa Palacio de los González de Gregorio (Palacio de Quintana), Quintana Redonda, Soria. Construido en 1757 por Juan Baltasar González de Gregorio y Rodríguez-Carabantes.

## Lista de titulares señorío
|                                                                 | Titular | Periodo                                                         |
| Titulares del derecho sobre el señorío de la Puebla de Valverde | Titulares del derecho sobre el señorío de la Puebla de Valverde | Titulares del derecho sobre el señorío de la Puebla de Valverde |
| --------------------------------------------------------------- | --- | --------------------------------------------------------------- |
| I                                                               | Pedro Garcés de Marcilla y Molina, además señor de Árias, sin sucesión. Hijo de María Díaz de Molina y Juan Garcés de Marcilla | 1508                                                            |
| II                                                              | Miguel Garcés de Marcilla y Molina, hermano del anterior y, además, señor de la heredad de Pelpir en Albarracín, casado con Ana de Ayllón |                                                                 |
| III                                                             | Hernando Garcés de Marcilla, hijo del anterior |                                                                 |
| IV                                                              | Juan Garces de Marcilla, hijo del anterior, casado con María Messia |                                                                 |
| V                                                               | Mateo I Garcés de Marcilla, hijo del anterior, casado con María de Villalpando, de los señores de Estopiñan del Castillo y de la baronía de Quinto |                                                                 |
| VI                                                              | Mateo II Garcés de Marcilla, hijo del anterior, casado con Francisca Ruiz de Molina Malo, de los señores del Castillo de Santiuste, de Embid, del Pobo de Dueñas, de Guisema, de Teros y de la Serna de la Solana                                                               |                                                                 |
| VII                                                             | Mateo III Garcés de Marcilla, hijo del anterior, casado con Manuela Malo Carrillo de Mendoza, de la familia de los condes de Priego |                                                                 |
| VIII                                                            | Joaquín Garcés de Marcilla, hijo del anterior, casado con Manuela Cortés de Velasco y Buerdo |                                                                 |
| IX                                                              | Rafael Garcés de Marcilla, hijo del anterior, casado con María de la Azuela y Velasco | 1718-1778                                                       |
| X                                                               | Manuel Garcés de Marcilla, hijo del anterior, casado con Nicolasa de Medrano de Guzmán (de los señores de San Gregorio, de Cavanillas, de Villaseca y de Masegoso, entre otros)                                                                                                 |                                                                 |
| XI                                                              | Víctor María Garcés de Marcilla y Medrano, sin sucesión |                                                                 |
| XII                                                             | María del Pilar Garcés de Marcilla, hermana del anterior, casada con Manuel María Rodrigo Martínez de Azagra y Beladiez [de los marqueses de la Conquista Real, como hijo de María del Carmen Beladíez (apellido resultante de la unión del apellido Vela y Díez) y de Herrera] |                                                                 |
| XIII                                                            | Micaela Martínez de Azagra y Garcés de Marcilla, hija de la anterior, casada con Pedro Aurelio González de Gregorio y López-Montenegro |                                                                 |
| Elevación a condado por Alfonso XII en 1925                     | |                                                                 |
| I                                                               | Aurelio González de Gregorio y Martínez de Azagra | 1925-1942                                                       |
| II                                                              | Joaquín González de Gregorio y Martínez de Tejada | 1956-1996                                                       |
| III                                                             | José Javier Herreros de Tejada y González de Gregorio | 1998-2007                                                       |
| IV                                                              | Catalina Herreros de Tejada y Luca de Tena | desde 2009                                                      |

## Historia de los condes de la Puebla de Valverde
- Aurelio González de Gregorio y Martínez de Azagra[1] (c. 1865-Madrid, 3 de marzo de 1942) I conde de la Puebla de Valverde. «Importante hacendado que en 1926 figuraba, en el vigésimo lugar, en las listas de mayores contribuyentes por territorial de la provincia de Soria y cuyas propiedades estaban repartidas en distintas localidades sorianas (Quintana Redonda, La Póveda, Almarza, etc.). Poseía además una casa solariega en Quintana Redonda, un palacio en Hinojosa de la Sierra y una casa-palacio en el centro de Soria. Inspirador e impulsor del Movimiento Agrario Soriano era miembro de la Cámara Agraria de Soria»,[1] siendo alcalde, también, de dicha ciudad y diputado por dicha provincia.

1. Casó con María Asunción Martínez de Tejada y Arribas. Le sucedió su hijo:

- Joaquín González de Gregorio y Martínez de Tejada, II conde de la Puebla de Valverde.

1. Casó con Hortensia Falcón y Elizalde. Le sucedió su sobrino:

- José Javier Herreros de Tejada y González de Gregorio, III conde de la Puebla de Valverde.

1. Casó con Esperanza Luca de Tena y Brunet. Le sucedió su hija:

- Catalina Herreros de Tejada y Luca de Tena, actual IV condesa de la Puebla de Valverde.

1. Casó con Fernando Satrústegui Aznar.